# Dyscophus insularis
A Dyscophus insularis (Dyscophus antongilii) a kétéltűek (Amphibia) osztályába és  a békák (Anura) rendjébe és a szűkszájúbéka-félék (Microhylidae) családjába tartozó faj.

## Előfordulása
Madagaszkár endemikus faja. A sziget nyugati felén, Ambanjától a Tsimanampetsotsa Nemzeti Parkig, a tengerszinttől 400 m-es magasságig honos.

## Megjelenése

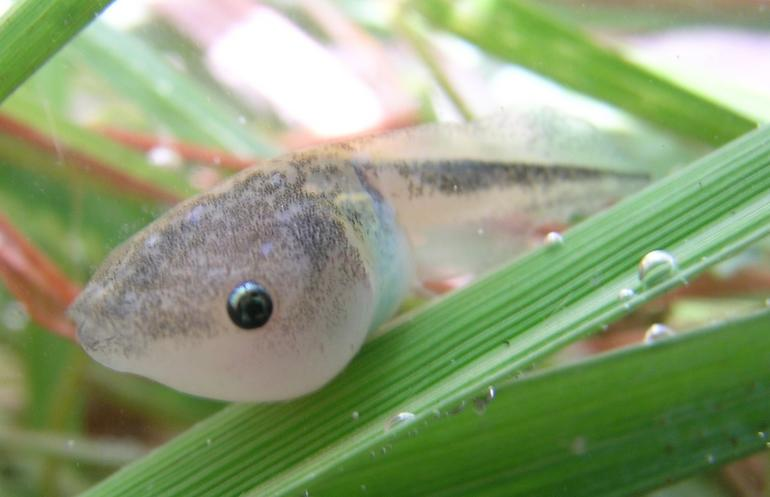
Ebihal

Közepes méretű békafaj. Testhossza 40–-50 mm, a hímek a nőstényeknél kisebbek. Morfológiailag hasonlít a többi Dyscophus fajhoz. Színe barna vagy szürkés, gyakran szimmetrikus, tekergős, sötétebb árnyalatú mintázattal. Hasi oldala egységesen fehér. A hímeknek sötét árnyalatú hanghólyagja van.
A nembe tartozó másik két faj nagyobb méretű és színük inkább narancsos, továbbá a sziget keleti felén honosak.

## Természetvédelmi helyzete
A vörös lista a nem fenyegetett fajok között tartja nyilván. Elterjedési területe nagy, sokféle élőhelyhez képes alkalmazkodni, egyedszáma vélhetően nagy. Számos védett területen megtalálható, ennek ellenére élőhelye fokozatosan csökken a mezőgazdaság, a fakitermelés, a szénégetés, a legeltetés és a lakott települések terjeszkedése következtében.